# Groep B

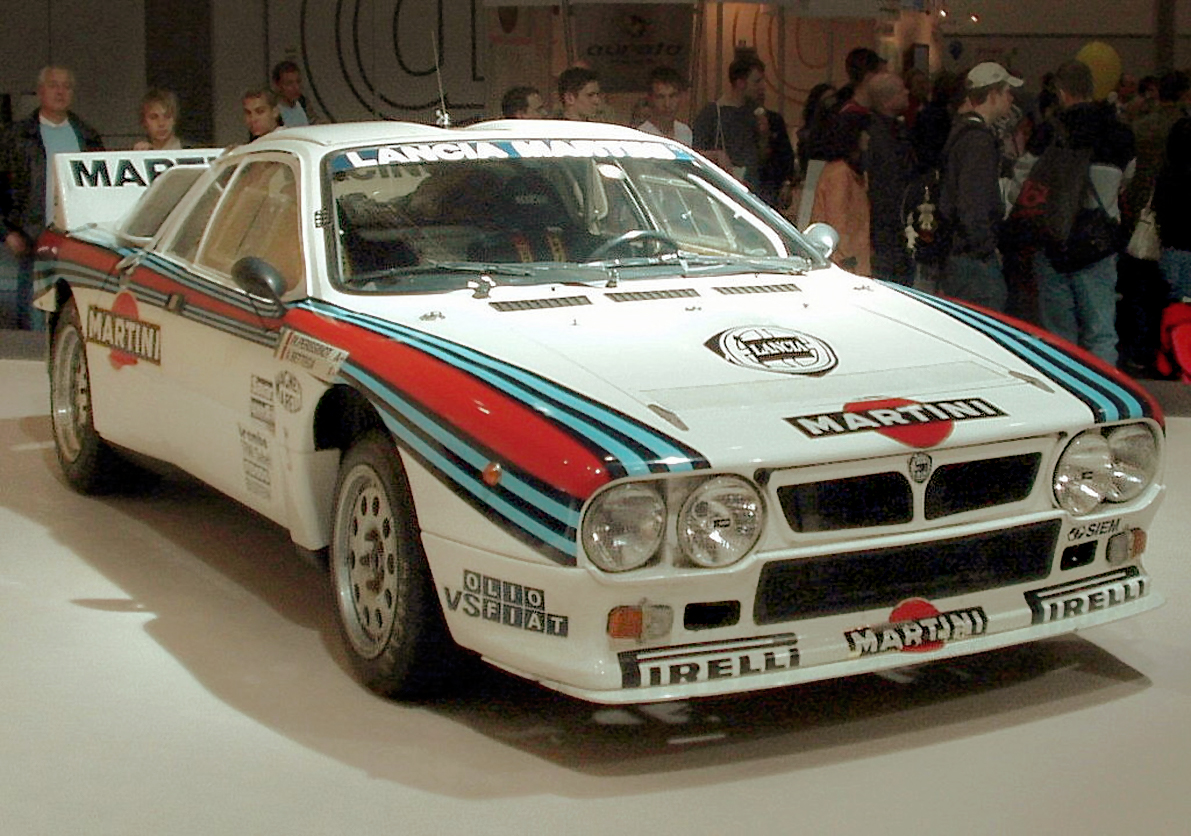
Lancia Rally 037.

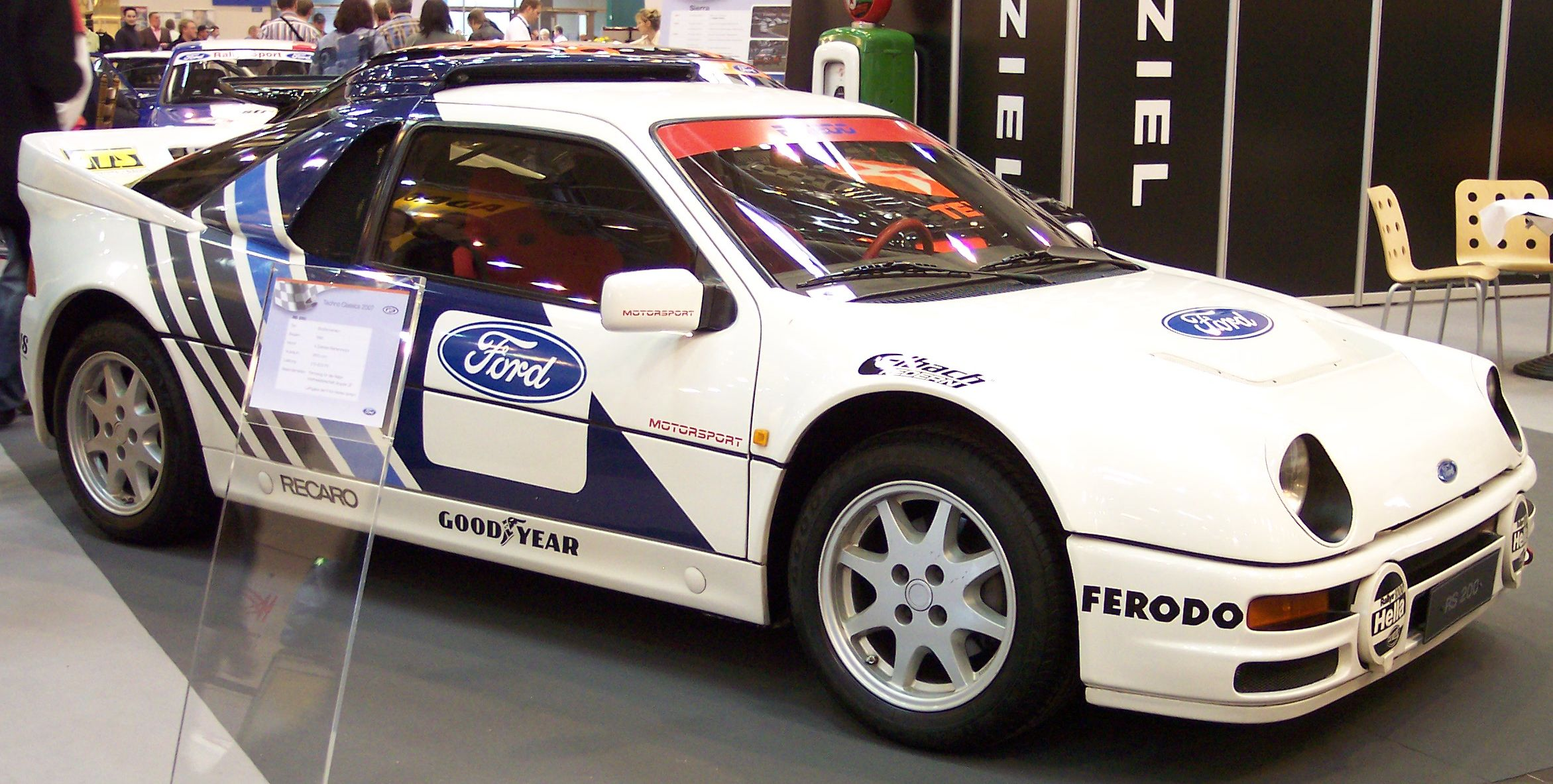
Ford RS200.

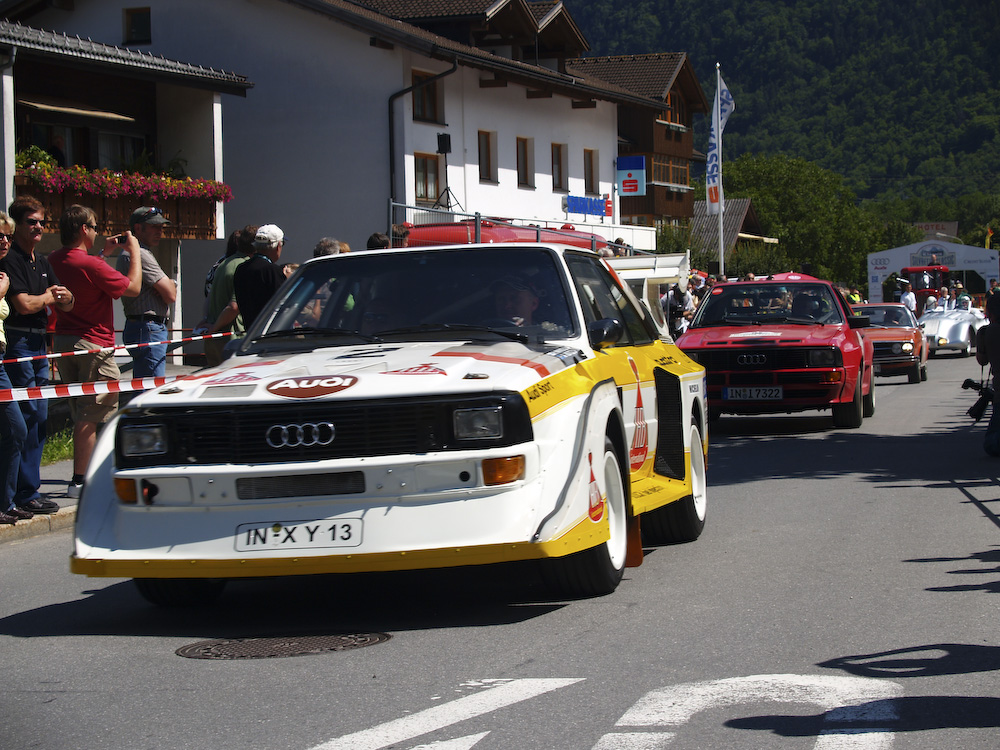
Audi Sport Quattro E2.

Groep B refereert aan een pakket van regels dat begin jaren tachtig door de FIA werd geïntroduceerd in de rallysport en racerij. De klasse werd gekenmerkt door het feit dat er weinig regels aan verbonden waren qua technisch vernuft. De auto's werden getypeerd door hun snelheid, kracht, complexiteit en mede daarom het spektakel wat ze met zich meebrachten. De klasse werd een enorm succes, toen bleek dat het meer constructeurs en publiek aantrok. De keerzijde van dit alles was echter dat de kosten omhoog gingen en de garantie op veiligheid van zowel rijders en toeschouwers als miniem werd geacht. Na een serie van dodelijke ongevallen werd de klasse in 1986 verboden, ingaand vanaf het seizoen van 1987. Op het circuit bleek Groep B minder succesvol en stierf daar een snelle dood.

## Voorafgaand aan Groep B
De voorgangers van de Groep B-klasse waren de Groep 1 tot en met 4-wagens, waar de hoogst genummerde de dominante klasse was in de rallysport. De auto's waren in de meeste gevallen achterwielaangedreven modellen zonder turbo. Voor homologatie van de FIA, moest voorafgaand aan competitie een productie plaatsvinden met minimaal 400 exemplaren voor goedkeuring. Daarnaast bestonden er ook nog de Groep 5 tot en met 9 klasse, de zogenaamde "Prototype-klasse". Dit zorgde voor een vrij ingewikkeld systeem, waar in principe alle modellen vrij waren van participatie. Daarnaast konden de teams sjoemelen door bijna gelijke modellen in de verschillende groepen te segmenteren. Deze vrijheid werd later beperkt, wat eind jaren zeventig leidde tot de ontwikkeling van een nieuwe klasse: Groep B. 
In 1979 legaliseerde de FIA vierwielaandrijving in de rallysport. In eerste instantie stonden constructeurs nog niet te springen om hiervan gebruik te maken, gezien de complexiteit van het systeem en het extra gewicht wat het met zich meebracht. Het was het in de rallysport nog onbekende Audi dat het spits zou afbijten. In 1980 introduceerde het merk de revolutionaire Audi Quattro, die gelijk indruk zou maken op de internationale rallypaden.
De eerste grote overwinning kwam vroeg in 1981 tijdens de Oostenrijkse Jänner Rallye, met Franz Wittmann achter het stuur. In het Wereldkampioenschap Rally maakte de Quattro ook een sterk debuut, waar Hannu Mikkola lange tijd aan de leiding lag van de Monte Carlo Rally, tot hij met mechanische problemen moest opgeven. Het team van Audi behaalde uiteindelijk drie overwinningen in hun debuutseizoen, waaronder de zege van Michèle Mouton in de San Remo Rally, die hierbij de eerste en vooralsnog enige vrouwelijke winnaar is van een WK-rally. Hierdoor werd de potentie van vierwielaandrijving erkend.

## Groep N, A en B
In 1982 introduceerde de FIA drie nieuwe klassen: Groep N (standaard productieklasse), Groep A (aangepaste productieklasse) en de Groep B (aangepaste sportauto's). Terwijl bij Groep N en A voor homologatie een massaproductie bestond (van 5000 per jaar), waren er voor Groep B slechts 200 (eenmalig) geproduceerde modellen benodigd. Voor Groep B werd toegestaan dat ze ieder jaar voor een geëvolueerd model slechts 20 nieuwe voorbeelden nodig hadden. Terwijl de twee lichtere klassen zich aan vrij strikte regels moest houden, werd er met de Groep B klasse soepeler omgegaan. Constructeurs konden hierin namelijk het hoogste technisch vernuft in hun auto's kwijt, en konden daarom met zeer futuristische modellen komen aanzetten. Door deze punten merkte de FIA dat veel constructeurs interesse begonnen te wekken voor de ontwikkeling van een Groep B model. Zij dachten namelijk dat achter- of vierwielaangedreven modellen met centraal geplaatste motoren, de weg naar de toekomst was. Later bleek echter dat achterwielaandrijving minder competitief zou zijn en dat ook auto's met turboaandrijving geleidelijk aan een gewoonte werd. Dit laatste zorgde er mede voor dat de auto's enorm krachtig werden, gezien de minimale restricties op dat moment.
Omdat deze niet in een hoog aantal werden geproduceerd, kon Groep B in theorie gebruikt worden voor de homologatie van sportwagens die ook in productie werden genomen, wat niet kon in Groep N en A, waarin tweezitters tevens werden uitgesloten. Vandaar dat gaandeweg ook merken als Porsche en Ferrari met Groep B modellen aan kwamen zetten. 
Groep B werd in verschillende klassen onderverdeeld, gebaseerd op de cilinderinhoud. Elke klasse had zijn eigen opgestelde regels qua gewicht, wielwijdte etc. De belangrijkste klassen voor Groep B waren de 3000 cc (2142.8 cc met compressor of turbo), minimaal 960 kg (Audi Quattro, Lancia 037) en de 2500 cc (1785 cc), minimaal 890 kg (Peugeot 205 T16, Lancia Delta S4). De 4000 cc, minimaal 1100 kg modellen, zouden meer bedoeld zijn voor het circuit. 

### Onderverdeling in Groep B
| Normaal geaspireerd cilinderinhoud | Compressor/turbo cilinderinhoud | Gewicht | Velg diameter | Auto                             |
| ---------------------------------- | ------------------------------- | ------- | ------------- | -------------------------------- |
| 2000 cc                            | 1428 cc                         | 820 kg  | 20"           | Renault 5 Turbo, Citroën Visa    |
| 2500 cc                            | 1785 cc                         | 890 kg  | 22"           | Peugeot 205 T16, Lancia Delta S4 |
| 3000 cc                            | 2142.8 cc                       | 960 kg  | 22"           | Audi Quattro, Lancia Rally 037   |
| 4000 cc                            | 2857 cc                         | 1100 kg | 24"           | Ferrari 288 GTO, Porsche 959     |

## 1983-1985

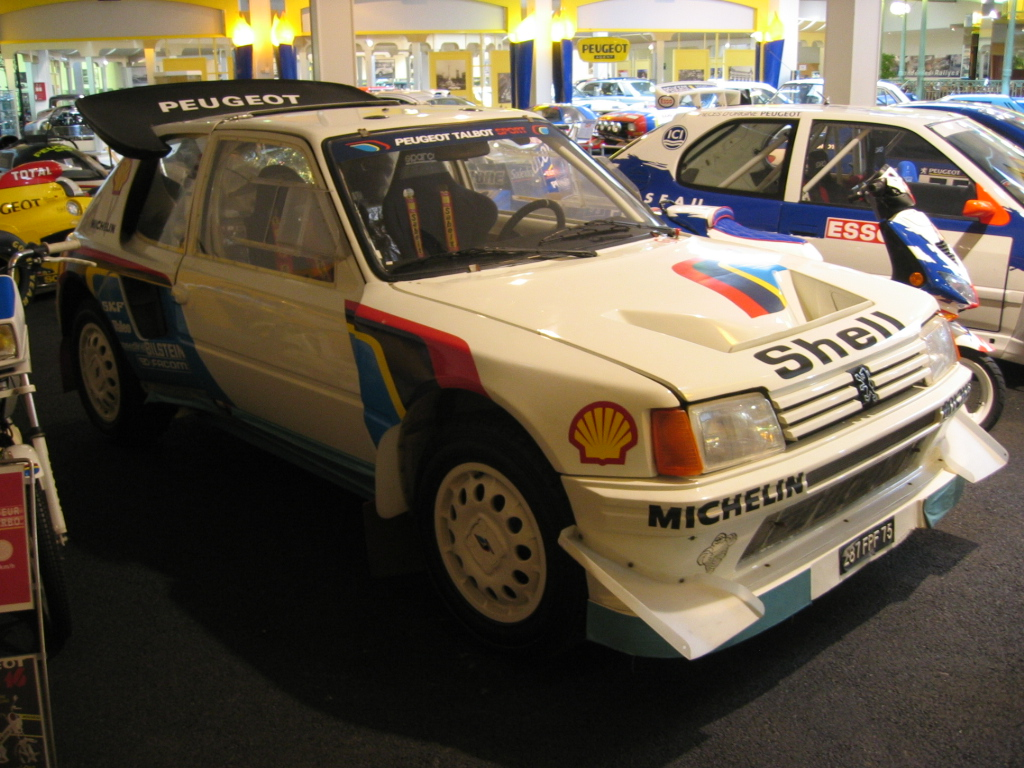
Peugeot 205 Turbo 16 (E2), met twee rijders- en constructeurstitels, de succesvolste Groep B-auto.

Hoewel Audi min of meer de voortrekker van deze klasse was, debuteerde Lancia tijdens de Rally van Corsica in 1982 als eerste met een officieel Groep B-model, genaamd de Rally 037. De eerste versie van deze auto kon het de andere teams (nog onder Groep 4-regels) niet lastig maken, maar het doorgeëvolueerde model dat het jaar daarop verscheen, kon wel voor de prijzen gaan. In 1983 werd Groep B de vervanger van Groep 4. Aan het begin van het seizoen reden de meeste teams nog met hun "Groep 4" modellen, maar kwamen gedurende het seizoen ook met doorgeëvolueerde Groep B wagens. Audi en Lancia bleken het meest aan elkaar gewaagd te zijn. Mede omdat de andere teams nog met minder radicale modellen rondreden. De Fin Hannu Mikkola kreeg de eer om de rijderstitel op zich te nemen, terwijl Lancia kampioen werden bij de constructeurs. 
In 1984 ontstond er al een grotere kloof tussen de twee teams. Audi profiteerde optimaal van de vierwielaandrijving en Lancia, die eerst niet geloofden in Audi's systeem, begonnen ook aan de ontwikkeling van een nieuw rallywapen. Ondertussen was hun achterwielaangedreven model, ondanks dominantie op verharde ondergrond, kansloos voor een titel. Audi besefte wel dat hun huidige Quattro aan vervanging toe was. De Quattro was te lang en te zwaar en men dacht door onder meer een kortere wielbasis te hanteren dit de hanteerbaarheid ten goede zou komen. De opvolger van de Quattro A2, de Sport Quattro was gebaseerd op de originele Quattro, maar was ontdaan van een stuk van de achtercarrosserie, had meer lichtgewicht onderdelen en had bovendien een krachtigere 20 kleps 5 cilinder motor onder het vooronder. Echter de bekende nadelen van de originele Quattro bleven bestaan: de motor was nog steeds gepositioneerd voor de vooras, waardoor de balans niet optimaal was. Audi-rijder Stig Blomqvist zag dit probleem in, en koos ervoor om het grootste deel van het seizoen nog met het oude model Quattro af te werken, wat beloond werd met een rijderstitel en Audi's tweede constructeurskampioenschap. Ondanks dit succes werd Audi wel opgeschrikt door Peugeots entree in het kampioenschap met hun compacte 205 Turbo 16, die hiermee tijdens de Rally van Corsica debuteerde onder het toeziend oog van teamleider Jean Todt. Ook zij maakten gebruik van vierwielaandrijving en een centraal geplaatste motor. De korte wielbasis zorgde er mede voor dat de auto vlot door snelle bochtencombinaties kon gaan. Kopman Ari Vatanen won met overtuiging drie WK-Rally's in het "oefenjaar" van de 205. 
Vatanen en Peugeot begonnen aan het seizoen van 1985 waar ze in 1984 mee eindigden. Vatanen won de eerste twee rondes van het WK-Rally en zijn nieuwe teamgenoot Timo Salonen won de derde in Portugal. Audi zat dichtbij, maar merkte dat de achterstand steeds groter werd. Halverwege het seizoen debuteerde Audi met de spectaculaire Sport Quattro Evolution 2, waarmee Peugeot echter niet ontdaan werd van zowel de rijders- als constructeurstitel. Het was niet Vatanen, maar Salonen die kampioen werd. Vatanen had een bijna fataal ongeluk tijdens de WK-ronde in Argentinië en was ruim een jaar uit de roulatie. Salonen werd vervolgens Peugeot's kopman en werd met vijf overwinningen overtuigend wereldkampioen. Lancia kende een frustrerende start van het seizoen. De ontwikkeling van de nieuwe Delta S4 verliep traag en het team moest nog genoegen nemen met de Rally 037. Groep B werd dat jaar voor het eerst opgeschrikt met het dodelijk ongeluk van Lancia-rijder Attilio Bettega tijdens de Rally van Corsica. Het contrast werd gelegd met een overtuigende één-twee tijdens de afsluitende RAC Rally, nu met de radicale Delta S4. De S4 was net als menig concurrentie vierwielaangedreven, echter had Lancia een uniek systeem bedacht met de combinatie van zowel een turbo als een compressor, waarbij de laatst genoemde moest zorgen voor genoeg vermogen bij een laag toerental. Het jonge talent Henri Toivonen won de rally voor teamgenoot Markku Alén. Op dit moment rees de interesse van constructeurs ook steeds meer in het kampioenschap. Austin-Rover debuteerde tijdens diezelfde RAC Rally hun normaal geaspireerde MG Metro 6R4, en eindigde knap derde in het eindklassement. Ook Ford liet zich na zes jaar weer zien op het hoogste niveau, met de zeer onderscheidende RS200, op dat moment nog als voorauto en niet rijdend voor competitie. Deze interesse en hoge competitiviteit gaf veel voorspoed voor het seizoen van 1986.

## 1986

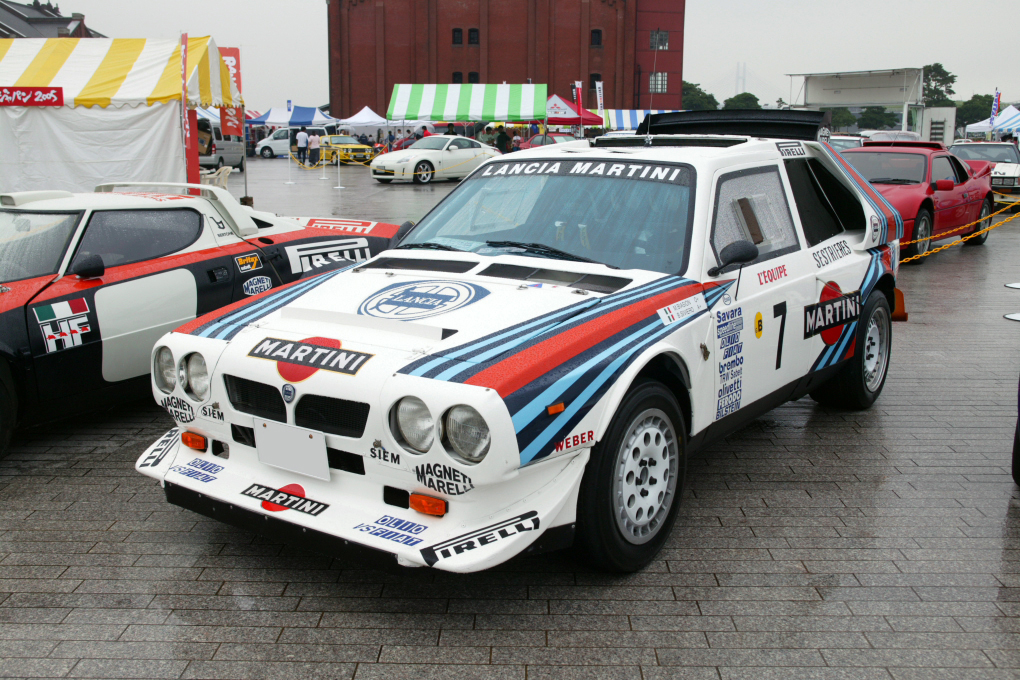
De radicale Delta S4 van Lancia.

Zowel de technologie als populariteit van de Groep B's stond op het hoogtepunt van haar bestaan. Op dat moment had de FIA al een opvolger voor Groep B in gedachten, onder de naam Groep S. Hier mochten constructeurs met nog futuristischer modellen aankomen, echter werden deze gelimiteerd tot 300 pk. Wel waren hiervoor slechts tien voorbeelden nodig voor homologatie.
Het seizoen had een spectaculaire start met een gedenkwaardige overwinning van Lancia-rijder Toivonen tijdens de Monte Carlo Rally. In Zweden debuteerde Ford hun RS200 met rijders Stig Blomqvist en Kalle Grundel, waar de laatst genoemde sterk derde werd in de eindstand. Tijdens de derde ronde in Portugal ging het echter helemaal mis. Op de altijd druk bezochte openingsproef nabij Estoril verloor de Portugese rallyrijder Joaquim Santos de macht over het stuur van zijn Ford RS200, na het ontwijken van mensen die zich gepositioneerd hadden op de weg. Hij belandde hierdoor aan de rechterzijde in het publiek. Er vielen drie doden en er raakte tientallen mensen gewond. Als reactie trokken, tot FIA's ongenoegen, alle fabrieksrijders zich terug uit de rally, aangezien ze het niet verantwoord vonden om nog verder te rijden onder deze omstandigheden. De rijders benadrukten dat de snelheid van de auto's hier niks mee te maken had, en gaven de schuld voornamelijk aan de organisatie die al jarenlang te laks met publieksveiligheid omging. De FIA wilde hier echter weinig van weten en hing een eerste waarschuwing aan de broek van Groep B.
Op 2 mei van dat jaar ging het voor een tweede keer gruwelijk mis. Tijdens de Rally van Corsica verongelukten Lancia's Henri Toivonen en navigator Sergio Cresto dodelijk, nadat hij een scherpe linkse bocht miste, zijn Delta S4 vervolgens het ravijn in reed, waarna de auto op zijn kop sloeg. In de actie werd de benzinetank (gelegen onder de rijderscabine) met boomstronken doorboord, wat bij de landing prompt een explosie veroorzaakte. Toivonen en Cresto verbrandden levend.
Slechts enkele uren na het ongeluk kwam de FIA president Jean-Marie Balestre met de aankondiging dat de Groep B klasse vanaf het seizoen van 1987 werd verboden, en dat de Groep A de vervanger moest worden. Bij deze kende de door FIA zelf voorgestelde Groep S klasse ook geen doorgang. 
Het resterende seizoen werd uiteindelijk een machtsstrijd tussen Peugeot en Lancia, met rijders Juha Kankkunen en Markku Alén. De San Remo Rally in oktober van dat jaar zou allesbeslissend zijn voor de titelstrijd, al werd dit pas duidelijk na afloop van het seizoen. Aan de vooravond van de laatste dag van de rally, werd het team van Peugeot in zijn geheel uit de wedstrijd gehaald, nadat de technische commissie de conclusie trok dat Peugeot gebruik maakte van illegale zijskirts. Lancia had namelijk protest ingediend bij de organisatie, die uiteindelijk instemde voor een diskwalificatie. Peugeot diende protest in bij de FIA, wat uiteindelijk later pas gevolg zou hebben. De rally werd bij deze simpel gewonnen door Lancia-rijder Alén. Toen het kampioenschap niet werd beslist in Groot-Brittannië, moest het uiteindelijk uitgevochten worden in de Verenigde Staten, de nieuwkomer dat seizoen. De rally werd beslist in het voordeel van Alén, die bij deze zijn eerste titel in de wacht sleepte. Elf dagen na zijn kampioenschap werd er voor Lancia roet in het eten gegooid door de FIA, die op Peugeots protest terugkwam en besloot de resultaten van de rally te annuleren, waardoor zowel het constructeurs- als rijderskampioenschap verloren ging en bij deze in handen kwam van Peugeot en rijder Juha Kankkunen.

## Groep B na 1986

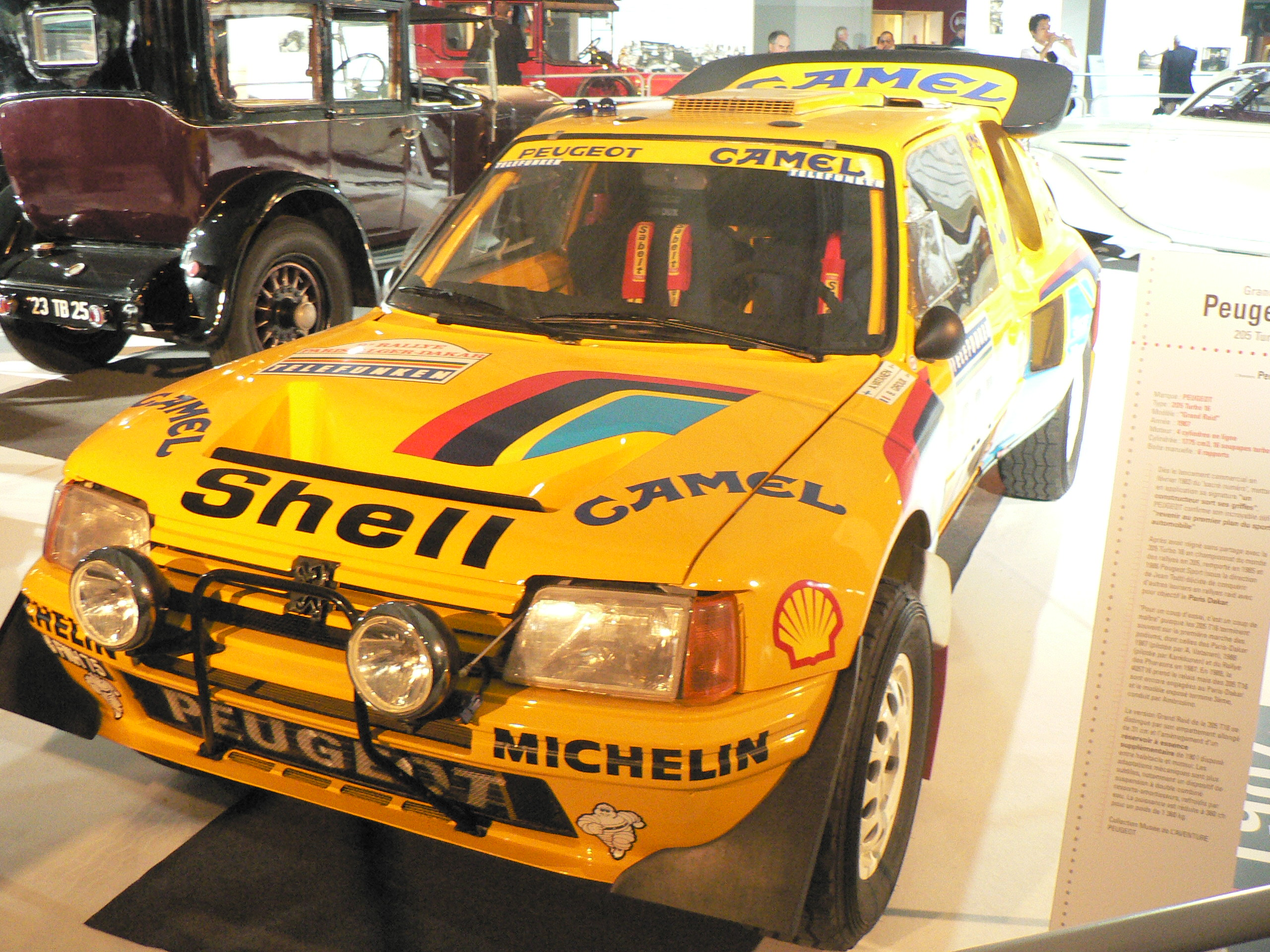
Ari Vatanen's 205 Turbo 16 in Dakar uitvoering.

Alhoewel Groep B werd verboden uit het wereldkampioenschap rally, zag de klasse nog wel doorgang in andere disciplines. Peugeot was in de resterende jaren tachtig en vroege jaren negentig nog succesvol met de 205 en 405 Turbo 16 in de fameuze Dakar Rally, met rijders Ari Vatanen en Juha Kankkunen. Ook reden ze een aantal keer met succes de Pikes Peak Heuvelklim in Noord-Amerika. Ook Audi was hier met succes in actief met een omgebouwde Sport Quattro S1. Audi gebruikte hun ervaring om in 1988 over te stappen naar het circuit, in de Trans Am en IMSA GTO kampioenschappen in de Verenigde Staten. Veelal van de late Groep B auto's waren nog tot en met 1992 actief in de Rallycross, her en der in Europa. In verschillende nationale kampioenschappen waren Groep B auto's (categorie 3000 cc) nog actief en tegenwoordig rijden vooral in de Britse en Ierse evenementen nog vele Metro 6R4's rond. De Porsche 959 heeft nooit deelgenomen aan een WK-Rally, maar was wel succesvol in de Dakar Rally en rally's in het Midden-Oosten.
Tegenwoordig zijn Groep B auto's nog geregeld actief te zien als showauto's in (historische) rallyevenementen en motorshows. De zogenaamde Slowly Sideways, opgericht door autosport fotograaf Reinhard Klein, brengt een aantal keer per jaar verschillende Groep B auto's bij elkaar om op snelheid deel te nemen aan rally's, buiten het officiële klassement. In recente jaren worden Groep B auto's ook gebruikt in computerspellen zoals Gran Turismo en Colin McRae Rally, waarin de auto's toepasselijk moeilijk te besturen zijn.

## Overzicht

### Groep B auto's
| Merk       | Model                                                | Actief in WK                          |
| ---------- | ---------------------------------------------------- | ------------------------------------- |
| Audi       | Quattro A1 Quattro A2 Sport Quattro Sport Quattro E2 | 1983 1983, 1984 1984, 1985 1985, 1986 |
| BMW        | M1 Turbo *                                           | 1983                                  |
| Citroën    | Visa BX 4TC                                          | 1983, 1984, 1985 1986                 |
| Ferrari    | 308 GTB * 288 GTO Evoluzione                         | 1983, 1985 -                          |
| Ford       | RS1700T RS200                                        | - 1986                                |
| Lada       | VFTS                                                 | -                                     |
| Lancia     | Rally 037 Delta S4                                   | 1983, 1984, 1985, 1986 1985, 1986     |
| Mazda      | RX7                                                  | 1984, 1985                            |
| Mitsubishi | Starion 4WD                                          | -                                     |
| Nissan     | 240RS                                                | 1983, 1984, 1985                      |
| Opel       | Ascona 400 Manta 400 Kadett 400                      | 1983 1983, 1984, 1985 -               |
| Peugeot    | 305 V6 205 Turbo 16 205 Turbo 16 E2 405 Turbo 16     | - 1984, 1985 1985, 1986 -             |
| Porsche    | 911 SC RS * 959                                      | 1984, 1985, 1986 -                    |
| Renault    | 5 Turbo 5 Maxi Turbo                                 | 1983, 1984 1985                       |
| Rover-MG   | Metro 6R4                                            | 1985, 1986                            |
| Škoda      | 130 LR                                               | 1985, 1986                            |
| Toyota     | Celica TCT MR2                                       | 1983, 1984, 1985, 1986 -              |

* Niet fabrieks gesteund.

### Groep B rijders
| Rijder              | Merk             |
| ------------------- | ---------------- |
| Markku Alén         | Lancia           |
| Jean-Claude Andruet | Lancia, Citroën  |
| Attilio Bettega     | Lancia           |
| Miki Biasion        | Lancia           |
| Stig Blomqvist      | Audi, Ford       |
| Per Eklund          | Audi, MG         |
| Mikael Ericsson     | Lancia           |
| Kalle Grundel       | Ford, Lancia     |
| Juha Kankkunen      | Toyota, Peugeot  |
| Shekhar Mehta       | Nissan, Peugeot  |
| Hannu Mikkola       | Audi             |
| Michèle Mouton      | Audi, Peugeot    |
| Tony Pond           | MG               |
| Jean Ragnotti       | Renault          |
| Walter Röhrl        | Lancia, Audi     |
| Bruno Saby          | Renault, Peugeot |
| Timo Salonen        | Nissan, Peugeot  |
| Henri Toivonen      | Opel, Lancia     |
| Ari Vatanen         | Opel, Peugeot    |
| Björn Waldegård     | Toyota           |
| Malcolm Wilson      | MG               |

### Titels in WK
| Seizoen | Rijder         | Auto                                         | Merk    |
| ------- | -------------- | -------------------------------------------- | ------- |
| 1983    | Hannu Mikkola  | Audi Quattro A1 Audi Quattro A2              | Audi    |
| 1984    | Stig Blomqvist | Audi Quattro A2 Audi Sport Quattro           | Audi    |
| 1985    | Timo Salonen   | Peugeot 205 Turbo 16 Peugeot 205 Turbo 16 E2 | Peugeot |
| 1986    | Juha Kankkunen | Peugeot 205 Turbo 16 E2                      | Peugeot |